# فندق ماندارين أورينتال (طوكيو)
ماندارين أورينتال، طوكيو فندق يقع في برج نيهونباشي ميتسوي في حي نيهونباشي, بالقرب من محطة طوكيو وبورصة طوكيو. الفندق، تم افتتاحه في كانون الأول 2005، ويدار من قبل مجموعة فنادق ماندارين أورينتال. يحتوي الفندق 178 غرفة وجناحا وكذلك عشرة مطاعم . الفندق بالإضافة إلى ذلك، يدير منتجع صحي، والذي في عام 2011، سمي من قبل كوندي ناست ترافيلر في استفتاء القراء كواحد من أفضل 25 منتجع في العالم.

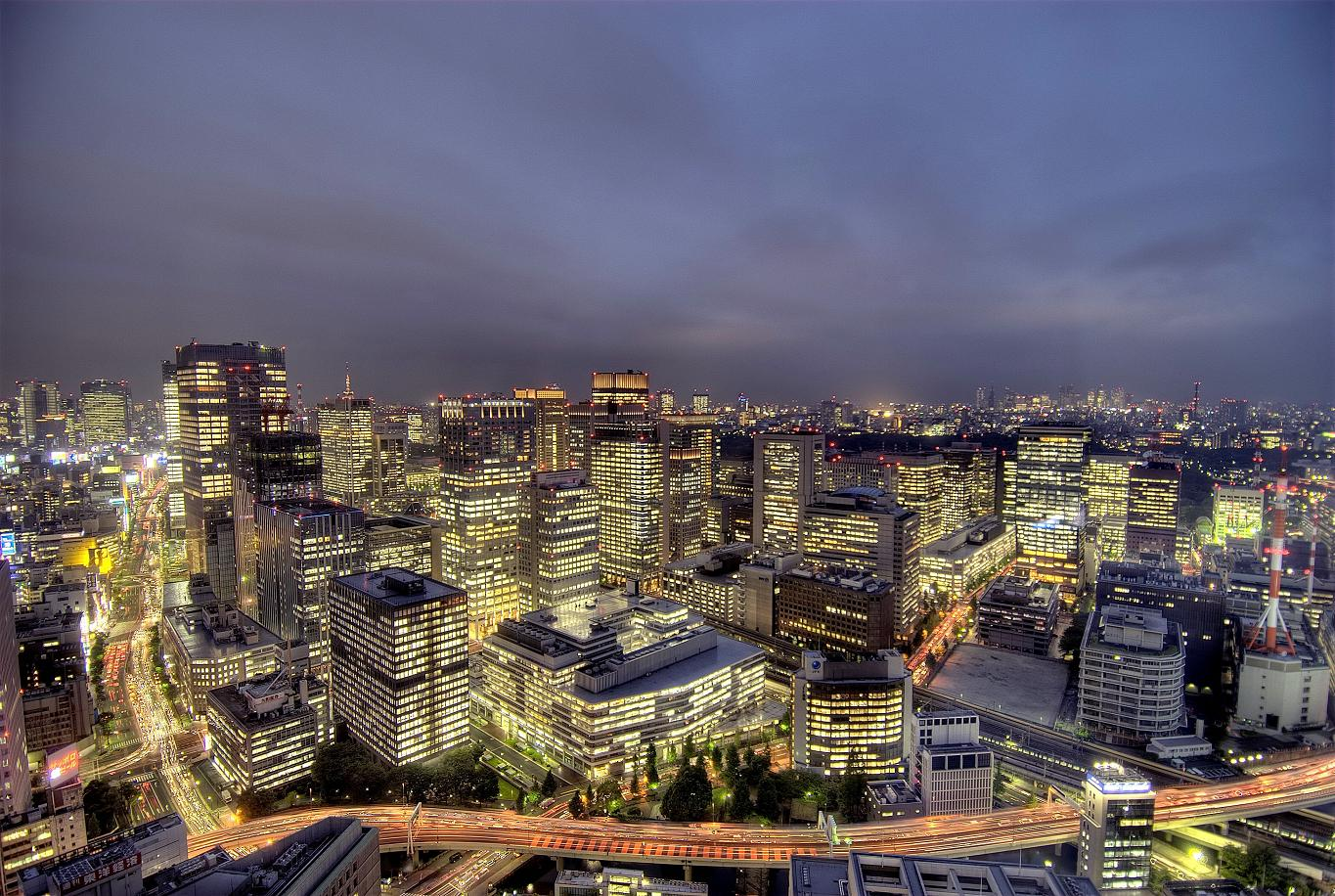
إطلالة من ماندارين أورينتال، طوكيو

## معرض الصور

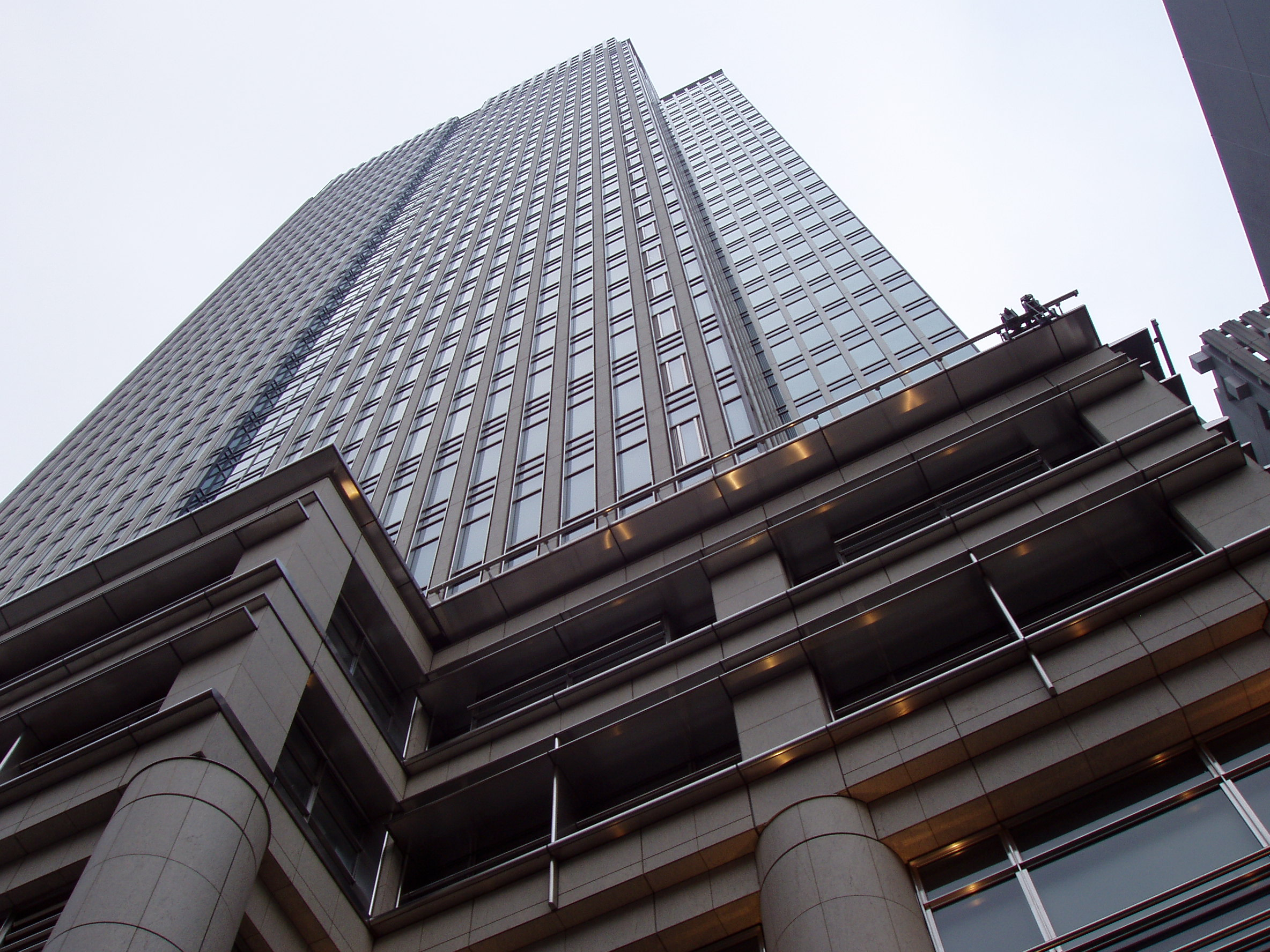
نظرة إلى أعلى من الرصيف
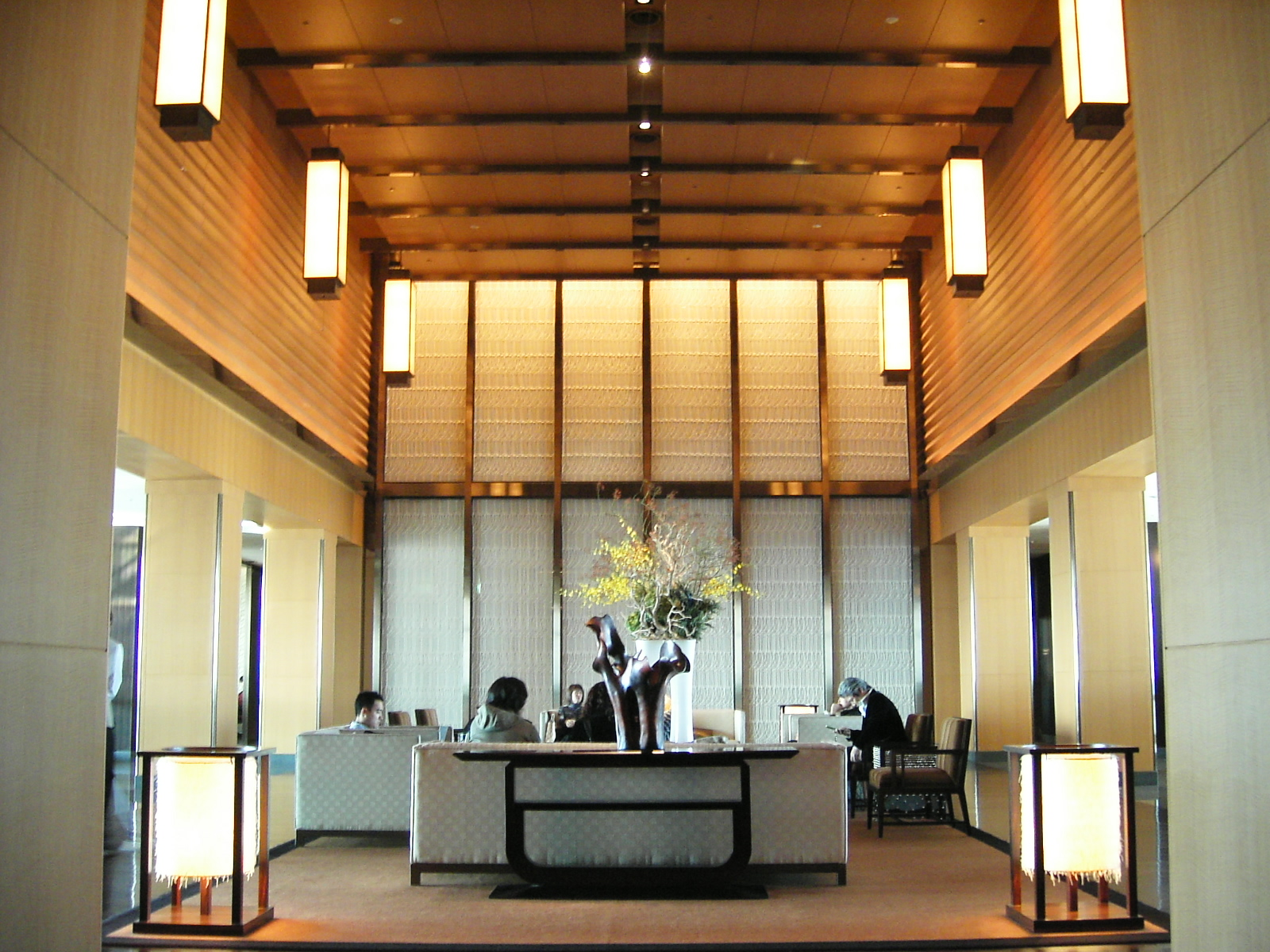
ردهة الفندق
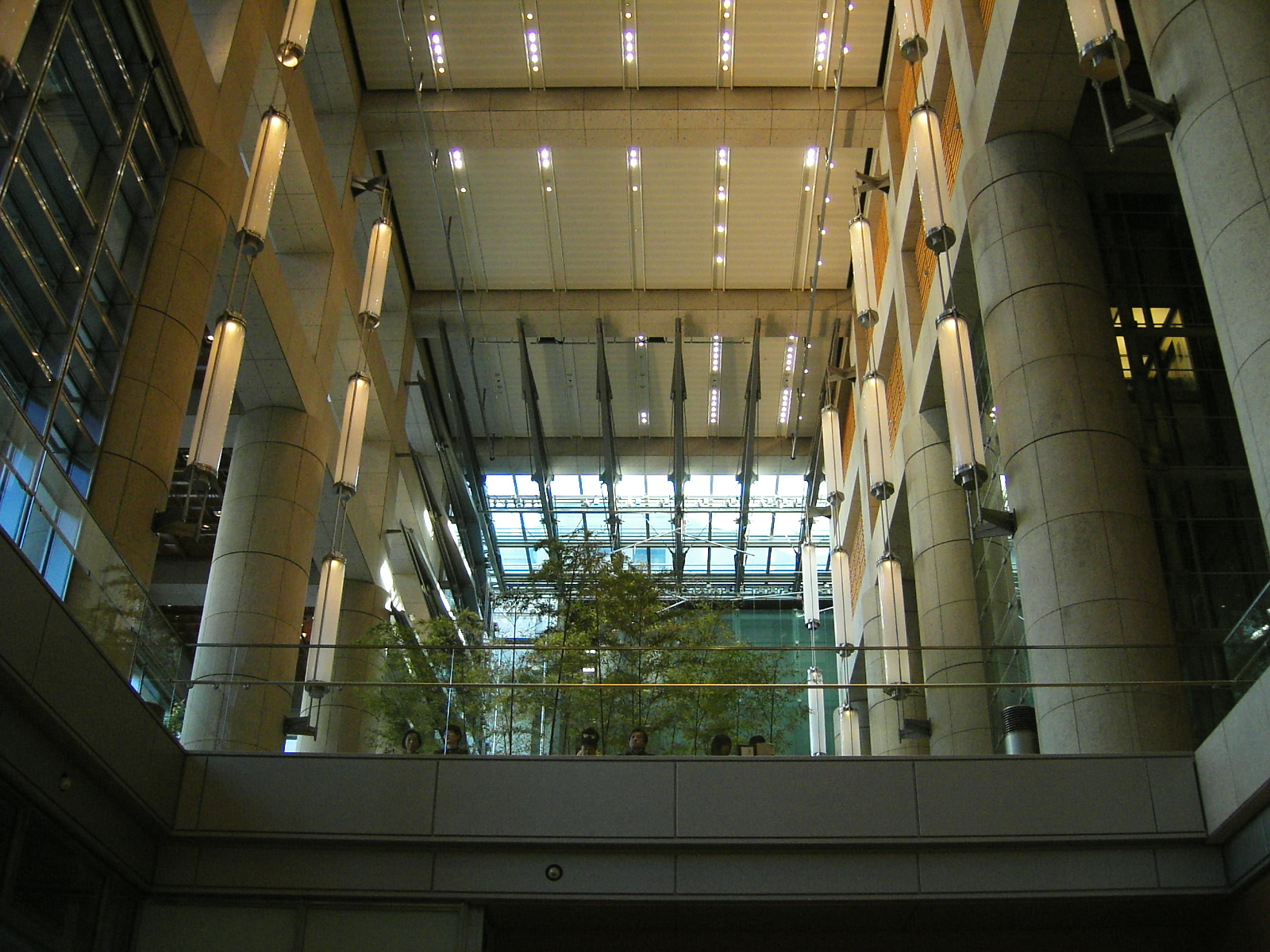
الردهة العلوية
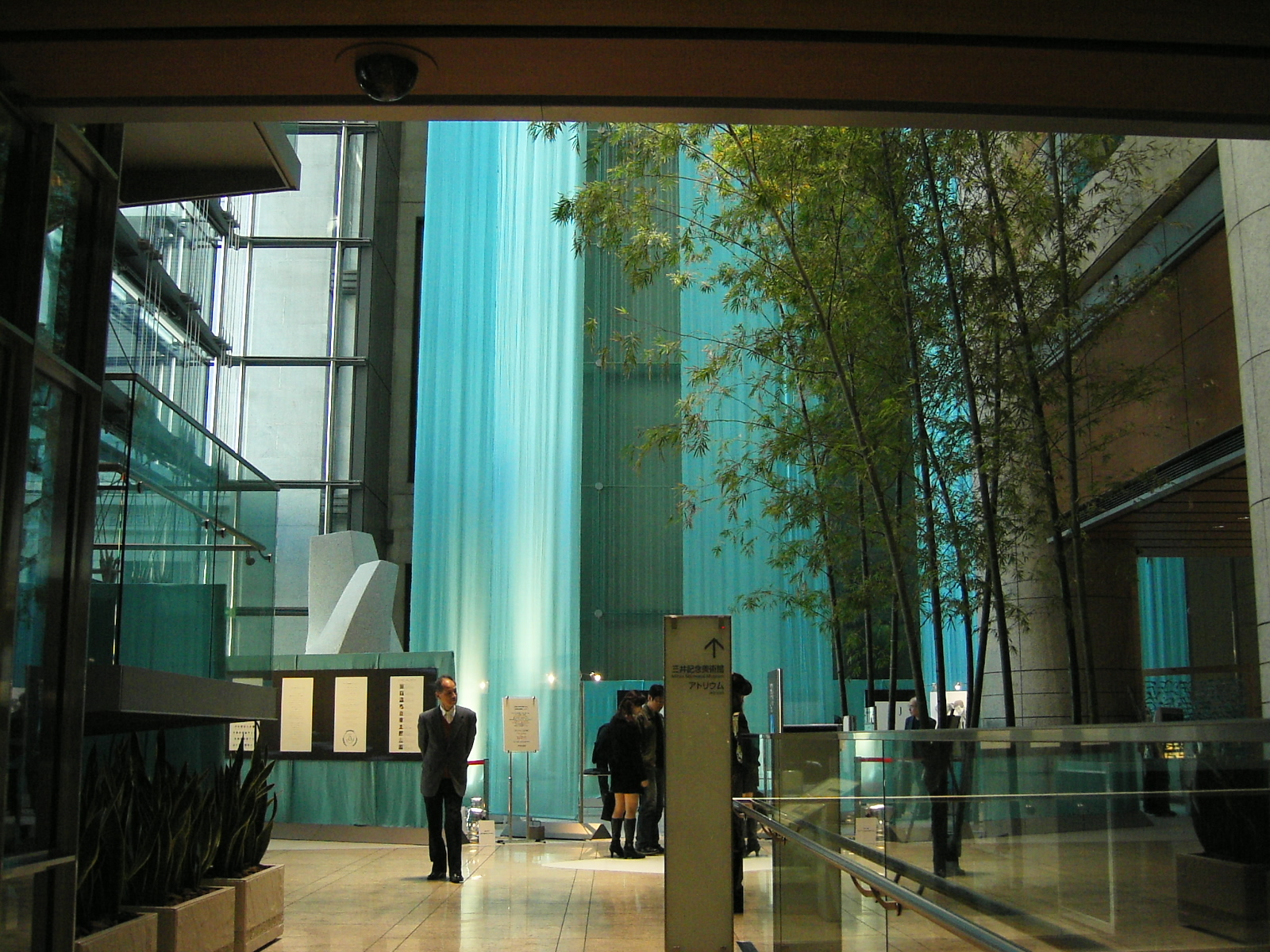
مدخل متحف ميتسوي التذكاري
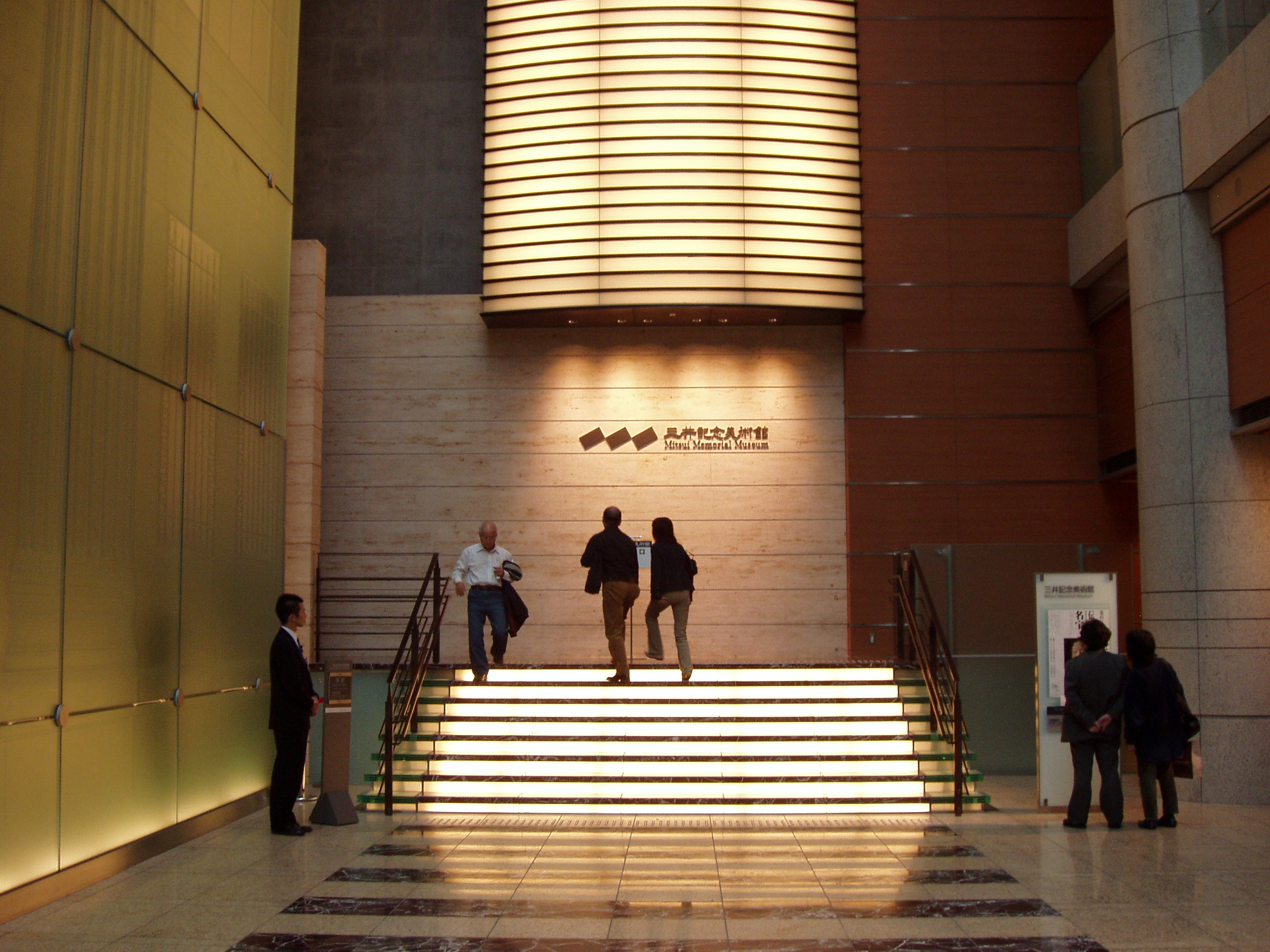
متحف ميتسوي التذكاري

## روابط خارجية
- Mandarin Oriental, Tokyo
- Dining at Mandarin Oriental, Tokyo
- The Spa at Mandarin Oriental, Tokyo